# Spolni odnos
Spolni odnos je intimna fizična združitev (občevanje) dveh ali več ljudi, pri kateri pride do draženja spolovil in ki običajno vključuje prodiranje moškega spolnega uda v žensko spolovilo. Biološka funkcija spolnega odnosa je razmnoževanje in s tem nadaljevanje vrste, a tudi doseganje ugodja. Zato se izraz uporablja tudi širše, za draženje spolovil z drugimi deli telesa (prsti, jezikom ipd.) ali predmeti, ali pa spolno občevanje med človekoma istega spola. 
S tujko lahko spolni odnos poimenujemo tudi z besedo seks, ki je izposojenka iz angleščine (izvirno sex), ali latinsko izposojenko koitus (coitus). V vsakdanji rabi s temi izrazi označujemo le občevanje med ljudmi, za ustrezno vedenje pri živalih pa se uporablja izraz parjenje (kopulacija), ki je povečini namenjeno izključno razmnoževanju.

## Vrste spolnih odnosov

### Vaginalni spolni odnos
Vaginalni spolni odnos je najbolj splošno znan spolni odnos. Najpogosteje se ga izvaja tako, da moški s penisom prodre v nožnico ženske.  

### Oralni spolni odnos
Oralni spolni odnos lahko izvaja tako moški kot ženska. Je način spolnega zadovoljevanja z usti oz. jezikom.

### Analni spolni odnos
Zelo pogost pri istospolnih moških spolnih odnosih, kjer penis prodre skozi analno odprtino oz. anus. Pogosto se ga prakticira tudi pri dvospolnih parih. Ob tem spolnem odnosu je priporočljiv lubrikant.